# 805 км (зупинний пункт)
805 кілометр (також Степова) — пасажирський залізничний зупинний пункт Лиманської дирекції Донецької залізниці.
Розташований поблизу села Царівка, Сватівський район, Луганської області на лінії Кіндрашівська-Нова — Граківка між станціями Солідарний (14 км) та Лантратівка (16 км).
Через військову агресію Росії на сході України транспортне сполучення припинялося, проте з 30 травня 2016 року рух поїздів відновлено. Лінією Валуйки — Кіндрашівська почував курсувати приміський поїзд Кіндрашівська-Нова — Лантратівка, який робить зупинки лише по станціях.